# دومينيك هارود
دومينيك هارود (بالإنجليزية: Dominick Harrod)‏ هو مؤرخ بريطاني، ولد في 21 أغسطس 1940، وتوفي في 4 أغسطس 2013.